# Ронсберг
Ронсберг (нім. Ronsberg) — громада в Німеччині, знаходиться в землі Баварія. Підпорядковується адміністративному округу Швабія. Входить до складу району Остальгой.
Площа — 16,53 км2. Населення становить 1693 ос. (станом на 31 грудня 2020).